# Dictionary of Scientific Biography
Pour les articles homonymes, voir DSB.
Le Dictionary of Scientific Biography est un ouvrage de référence publié de 1970 à 1980. Il est complété par le New Dictionary of Scientific Biography en 2008. Ces deux publications sont regroupées dans une version électronique : Complete Dictionary of Scientific Biography.

## Description
Publié entre 1970 et 1980 sous la direction de Charles Gillispie, aux éditions Charles Scribner's Sons et avec le soutien de l'American Council of Learned Societies, le Dictionary of Scientific Biography est composé initialement de seize volumes.
Les quatorze premiers contiennent des articles biographiques de scientifiques, de l'antiquité aux temps modernes (exclusion faite de ceux encore vivant à cette époque), ordonnés alphabétiquement. Le volume 15 est un supplément contenant notamment des essais thématiques (I), le 16 un index. En 1990, un supplément (II) en deux volumes est publié sous la direction de Frédéric Lawrence Holmes, incorporant notamment des biographies de scientifiques décédés entre-temps.
Dans ces dix-huit volumes, les biographies concernent principalement des scientifiques dont les travaux appartiennent aux domaines des mathématiques, de la physique, de la chimie, de la biologie ou des sciences de la Terre et « la technologie, la médecine, les sciences comportementales, les sciences sociales et la philosophie ne sont incluses que dans les cas de personnes dont le travail est intrinsèquement lié aux sciences de la nature ou aux mathématiques ».
Les articles, dont la longueur varie de quelques dizaines de lignes à plusieurs centaines, contiennent une liste des œuvres originales ainsi qu'une liste de la littérature secondaire.
En 1980, à la suite de la publication des seize volumes, le DSB est rapidement salué par les critiques et le Pfizer Award Committee of the History of Science Society estime que le
« DSB est en fait une encyclopédie de l'histoire des sciences, classée par ordre alphabétique. Il est ainsi devenu un ouvrage de référence extrêmement précieux pour notre discipline. Le DSB a contribué à élever notre discipline à un nouveau niveau de qualité et de cohérence ». En 1981, l’American Library Association lui décerne la médaille Dartmouth.
Plusieurs versions abrégées sont publiées : en 1981 le Concise Dictionary of Scientific Biography (la seconde édition de 2001 comprend le contenu du supplément II de 1990) en un volume, en 1991 le Biographical Dictionary of Mathematicians en quatre volumes.

## New Dictionary of Scientific Biography
Publié en 2008 sous la direction de Noretta Koertge, il se compose de huit volumes, dont un index.
Bien qu'ayant fait le choix de garder la même ligne éditoriale que le DSB, le NDSB  met aussi l'accent sur des disciplines telles que l'écologie, la climatologie, l'anthropologie, l'éthologie, la psychologie.
Les connaissances sur de nombreux scientifiques (déjà présents dans le DSB) ayant évolué, le NDSB propose 225 nouveaux articles servant de mise à jour (l'auteure précise qu'ils ne les remplacent pas mais les complètent). 
Le NDSB tente également de corriger certains manques du DSB. Ainsi les femmes sont mieux représentées. On trouve également de nouvelles entrées sur des scientifiques du monde arabo-musulman, des scientifiques afro-américains et d'autres, originaires d'Asie.

## Complete Dictionary of Scientific Biography
Publié au format livre numérique en 2008, il regroupe les 18 volumes du DSB (16 vol. 1970-1980 plus le supplément II en 2 vol. 1990) et les 8 volumes du NDSB (2008), donc un total de vingt-six volumes qui sont completés par un index général'.
Dans cette édition il y a donc parfois deux entrées différentes pour un même scientifique, une première qui fait partie du DSB et une deuxième issue du NDSB qui sert de complément en intégrant les nouvelles connaissances relatives au sujet.

## Réception
En 1980, une fois les seize premiers volumes édités, un compte rendu d'une vingtaine de pages est publié dans la revue Isis. Quatre auteurs y ont participé : Donald Fleming, Joseph Needham, Edward Grant et Jacques Roger.
Tout en saluant l'entreprise en elle-même et considérant indispensable d'avoir à disposition un ouvrage de la sorte, les quatre auteurs en ont également souligné les manques et fait une analyse critique.

### Par Donald Fleming
Pour Fleming le « Dictionary of Scientific Biography est un projet génial triomphalement exécuté » et précise que le « niveau moyen est élevé et les cent meilleurs articles, qui constituent souvent des monographies complètes, en font de loin le dictionnaire biographique le plus distingué de toute sorte qui soit jamais paru ».
Il estime que la différence de taille entre les divers articles est parfois incompréhensible, certains sont très longs (bien que cela ne puisse pas vraiment être un reproche), parfois trop courts, certains développent des détails biographiques jugés insignifiants. Cela serait dû au fait que « Charles Gillispie et ses associés ont laissé une grande liberté aux contributeurs et n’ont pas tenté d’imposer une cohérence tant sur le forme que sur le fond des entrées », alors que, selon Fleming, une meilleure répartition des rôles aurait été bénéfique avec par exemple un éventuel plan à respecter donné aux auteurs. Il poursuit en s'interrogeant sur l'absence de personnalités encore en vie au moment de la rédaction (comme Kurt Godel ou Edgar Douglas Adrian), mais admet que cela reste une pratique courante. Critiquant la quasi absence d'informations fournies dans les biographies sur l'intérêt porté par certaines personnalités à la naturphilosophie, il estime qu'un essai thématique sur le sujet aurait permis de pallier ce manque, tout en précisant que « l’objet n’aurait pas été de réhabiliter la naturphilosophie mais de la comprendre ». Il estime également que l'absence de certaines personnalités ne se justifie pas et que là se situe le point le plus critiquable. Soulignant que dès la préface les auteurs ont délimité un cadre en précisant que « la technologie, la médecine, les sciences comportementales, les sciences sociales et la philosophie ne sont incluses que dans les cas de personnes dont le travail est intrinsèquement lié aux sciences de la nature ou aux mathématiques », il considère tout de même que de nombreuses personnalités auraient dû y figurer, en mettant par exemple en avant qu'aux côtés des entrées sur Sigmund Freud et Carl Gustav Jung, l'absence d'Hermann Ebbinghaus est « inconcevable ».

### Par Joseph Needham
Needham suppose qu'il allait certainement être vu comme « la plus grande contribution de la seconde moitié du vingtième siècle à la recherche en histoire des sciences » et souligne qu'il « constitue un outil de recherche de la plus grande importance ».

### Par Edward Grant
Pour Grant, « l'apparition du Dictionary of Scientific Biography est un coup de chance pour tous ceux qui s’intéressent à l’étude et à la compréhension de l’histoire de la science antique et médiévale et de la philosophie naturelle ».

### Par Jacques Roger
Roger précise qu'il était indispensable de faire preuve de patience et de diplomatie afin de parvenir à réunir autant de contributeurs et estime ainsi que la publication du DSB est, en soi, une réussite . Il conclut son compte rendu en indiquant que le DSB est « un outil indispensable, et nous sommes tellement habitués à le consulter que nous réalisons difficilement à quel point il serait au quotidien plus difficile pour nous de travailler si nous n'avions pas cette série de volumes sur les étagères de nos bibliothèques. Le travail n'est pas parfait, mais il existe sous une forme conçue pour être facilement améliorée et augmentée ».

### Distinction
- 1986 : Médaille Alexandre-Koyré de l'Académie internationale d'histoire des sciences[23]

## Éditions
- Charles C. Gillispie (dir.), Dictionary of Scientific Biography. New York : Charles Scribner's Sons, 1970–1980. 16 vols.  (ISBN 0-684-10114-9). Supplement II, Frederic Lawrence Holmes (dir.), 2 vols., 1990.  (ISBN 0-684-16962-2)
- Concise Dictionary of Scientific Biography. American Council of Learned Societies. New York : Scribner, 1981.  (ISBN 0-684-16650-X). 2e ed. 2001  (ISBN 0684806312)
- Noretta Koertge (dir.), New Dictionary of Scientific Biography. New York: Charles Scribner's Sons, 2008. 8 vols.  (ISBN 0-684-31320-0).
- Complete Dictionary of Scientific Biography. New York : Charles Scribner's Sons, 2008 [e-book].  (ISBN 0-684-31559-9).